# プカルバ
プカルパ（Pucallpa ([pʊˈkælpə], ケチュア語: puka allpa（「赤い土」の意）; シピボ語: May Ushin)）は、ペルー中部の内陸都市。アマゾン川流域のジャングル地帯に位置し、開発の拠点となっている。アマゾン川の支流、ウカヤリ川の両岸を占める。ウカヤリ県の県都。人口は約27万人（2023年）。

## 歴史
1534年に入植され、1888年10月13日に市として設立された。

## 経済
1945年、リマ・プカルパ・ハイウェイが開設され、以後都市化が進んだ。この地方の農業と工業の中心地であり、製材工場、ローズウッド加工工場、農場などが市の郊外にも分布する。

## 交通
市営の空港があり、リマからの航空便がある。